# Vlag van Halifax

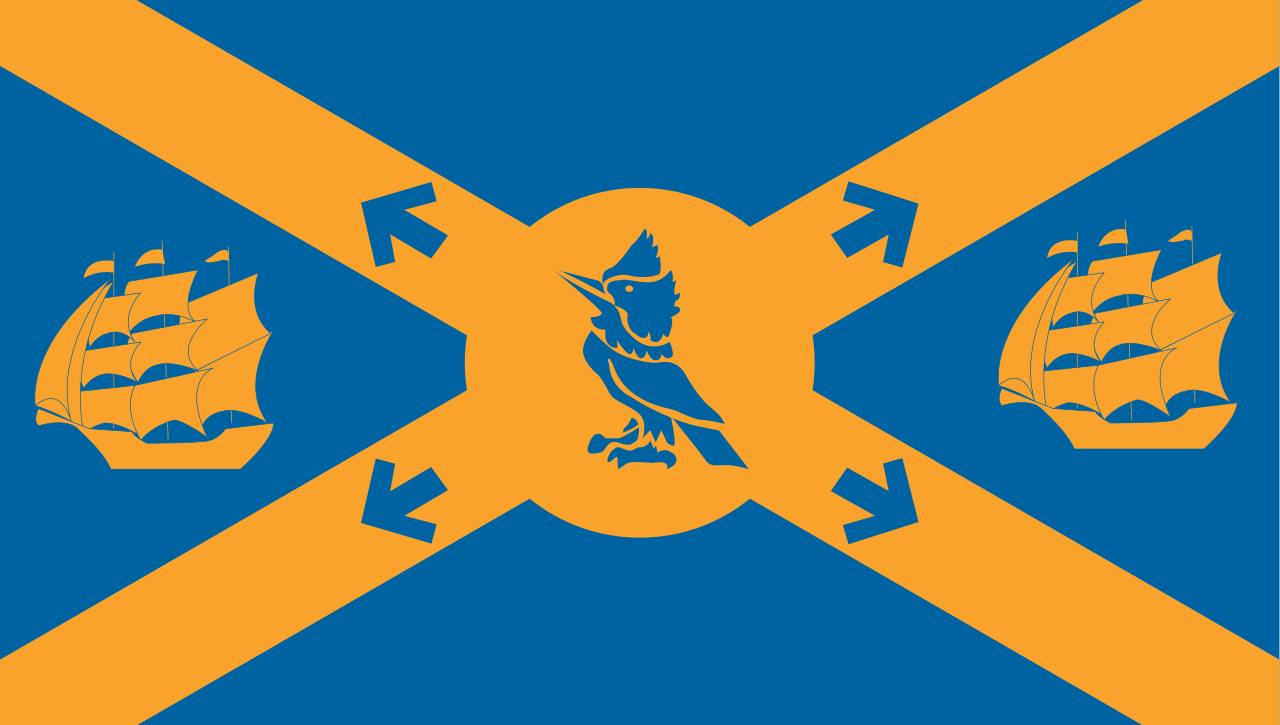
Vlag van Halifax (ratio 9:12)

De vlag van Halifax (Nova Scotia) bestaat uit een gouden andreaskruis op een blauwe achtergrond. In het midden staat een ijsvogel in een gouden cirkel, met 4 pijlen die naar de vier hoeken van het andreaskruis leiden. Aan de mast- en vluchtzijde staan 2 schepen afgebeeld. De vlag werd op 15 juli 1999 officieel aangenomen.
Het andreaskruis vertegenwoordigt het Schotse erfgoed en herinnert aan de provinciale vlag van Nova Scotia en symboliseert de status van de stad als hoofdstad van Nova Scotia. Het blauwe veld vertegenwoordigt de havens, de zee in het algemeen en de nabijgelegen meren, rivieren en het Shubenacadie-kanaal. De brede pijlen verwijzen niet alleen naar Bedford, maar herinneren aan de lange betrokkenheid van de autoriteiten van de soeverein bij de verdediging en de aanwezigheid van zowel land- als zeestrijdkrachten. De pijlen wijzen in vier richtingen, symboliseren de marinetraditie van de regio en geven verbindingen aan met alle uithoeken van de wereld. De zeilschepen verwijzen naar de marinetraditie van Halifax en de geschiedenis van de nederzetting. De ijsvogel is een symbool van de industrie en staat in het midden, deels omdat het het oudste symbool is dat specifiek voor een overheidsbestuur in de hoofdstedelijke regio is gemaakt in 1860.